# Björn Enqvist
Björn Morgan Enqvist, född 12 oktober 1977, är en svensk före detta fotbollsspelare (mittfältare).
Enqvist var juniorlandslagsspelare, och gick 1995 som 17-åring från Malmö FF till engelska Crystal Palace FC, där han skrev på ett lärlingskontrakt på 2,5 år. Han lyckades inte slå sig in i Palaces A-lag, och hösten 1996 lånades han ut till Trelleborgs FF. Till säsongen 1997 återvände han till Malmö FF, där han spelade i två säsonger innan han i mars 1999 skrev på för finländska Vaasan Palloseura, där han blev en del av en svenskkoloni efter att tränaren Sören Cratz även hade värvat Björn Stringheim, Mikael Göransson och Mathias Larsson. Han släpptes sommaren 2000 från VPS och var i det närmaste klar för det italienska serie C-laget Viterbese, men affären gick i stöpet. I stället gick en klubblös Enqvist inför säsongen 2001 till Gais, som hade degraderats från Allsvenskan. Gais degraderades säsongen 2001 även från Superettan, och efter en säsong med klubben i division II gick han till Apollon Smyrnis i grekiska andraligan. Han tillbringade resten av sin karriär i en rad grekiska och cypriotiska klubbar.